# Interventions (série télévisée)
Pour les articles homonymes, voir Intervention.
Interventions est une série télévisée médicale française créée par Jean-Yves Pitoun et diffusée du 24 novembre au 1er décembre 2014 sur TF1.
En Belgique, la série est diffusée du 19 au 26 août 2014 sur La Une ; et en Suisse, du 4 au 18 octobre 2014 sur RTS Un.

## Synopsis
Romain Lucas est un enfant de la DDASS, élevé de foyers en familles d'accueil. Aujourd'hui il est chirurgien en gynécologie obstétrique dans un hôpital parisien. Il ne fonctionne qu'à l'instinct, ne se laissant guider que par sa propre logique, bafouant toutes les valeurs et règles établies. 

## Distribution

### Acteurs principaux
- Anthony Delon : Dr Romain Lucas, gynéco-obstétricien et chirurgien infantile
- Michael Massee : Dr Jean-François Montfort, gynéco-obstétricien à la clinique
- Fanny Cottençon : Professeur Mathilde Krantz, chef de service en gynéco-obstétrique
- Clémence Thioly : Roxanne Toulouse, interne en gynécologie obstétrique auprès du Dr Lucas
- Marius Colucci : Dr Gregor Prespoleskian dit "Prespo", chef de clinique en chirurgie infantile
- Jina Djemba : Camille Dujardin, sage-femme
- Marie Montoya : Agnès Chevalier, infirmière en néonatalogie
- Charlotte Gaccio : Laurence Clément, aide soignante
- Nicky Marbot : Francis Leroux, brancardier et ami d'enfance du Dr Lucas
- Catherine Demaiffe : Élise Monfort, nièce du Dr Montfort et directrice administrative de l'hôpital (épisode 3-6)

### Acteurs récurrents
- Charley Fouquet : Laetitia, fiancée du Dr Lucas (épisodes 1-2, 4-5)
- Farid Elouardi : Kaddour Belkacem, ami d'enfance du Dr Lucas  (épisodes 1-2, 5-6)
- Gaëla Le Devehat : Anne-Marie Barbier, interne, décédée (épisodes 1-2)
- Olivier Bénard : Mathieu Barbier, mari d'Anne-Marie (épisodes 2, 4)
- Pierre Renverseau : Commandant Carasso (épisodes 1, 6)
- Bertrand Farge : Dr Marc Doisneau (épisodes 3, 6)
- Carine Kermin : Amélie, aide opératoire (épisodes 1-3)
- Régis Pappatico : Anesthésiste (épisodes 1-3)
- Maud Brethenoux : Marie Legrand, infirmière (épisodes 1-3)
- Clémentine Justine

## Production

### Développement
Inspiré par les bonnes audiences de Grey's Anatomy, TF1 décide de se réessayer à la série médicale après son échec cuisant de 2007 avec L'Hôpital.
Pour les producteurs et le réalisateur, Anthony Delon est le meilleur choix pour le rôle du Dr Lucas. Ce que pense également l'intéressé, il partage de nombreux points avec son personnage : tous deux ont grandi loin de leurs parents (famille d'accueil pour l'un, pension pour l'autre), et Delon a eu l'envie de devenir chirurgien comme son personnage lorsqu'il était enfant. Pour préparer son rôle, Anthony Delon a effectué un stage d'interne de plusieurs jours avec le docteur Olivier Ami et a été témoin de véritables opérations.
Début 2014, on apprend que Charlotte Gaccio, fille de Michèle Bernier et Bruno Gaccio, a intégré le casting pour jouer une mère râleuse mais que finalement elle obtient le rôle récurrent d'une aide soignante.
Le réalisateur Éric Summer est confiant sur la série et prépare déjà une deuxième saison.

### Tournage
La saison 1 a été tournée d'octobre 2013 à février 2014 dans les anciens locaux de l'hôpital de Cognac, fermé depuis le printemps précédent. La production a pu profiter de 2 400 mètres carrés composé des urgences, de la maternité et même de la chapelle de l'ancien établissement. Les scènes extérieurs ont été tournés à l'hôpital Tenon, dans le 20e arrondissement de Paris, où se déroule la série.

### Fiche technique
- Création : Jean-Yves Pitoun
- Réalisation : Éric Summer
- Scénario : Jean-Yves Pitoun, Virginie Brami
- Décors : Thomas Leporrier
- Costumes : Sophie Puig
- Photographie : Thierry Deschamp
- Casting : Gwendale Schmitz et Frédérique Amand
- Montage : Linda Bechat-Naud (épisodes 1, 3 et 5) et François Charpentier (épisodes 2, 5 et 6)
- Musique : Romain Paillot
- Production : Isabelle Degeorges et Franck Calderon
- Production déléguée : Sidonie Dumas, Christophe Riandee et Philippe Balland
- Sociétés de production : Gaumont Télévision, TF1 Production, AT-production et RTBF
- Sociétés de distribution : TF1 (France), La Une (Belgique)
- Pays d'origine :  France
- Langue originale : Français
- Format : couleur
- Genre : Série médicale
- Durée : 52 minutes

## Épisodes

### Première saison (2014)
1. Épisode 1
2. Épisode 2
3. Épisode 3
4. Épisode 4
5. Épisode 5
6. Épisode 6

## Accueil

### Audiences
Les audiences du lancement de la série sont assez décevantes. Les deux premiers épisodes réunissent 3,9 millions de téléspectateurs, soit 16 % de part d'audience, loin derrière les 5,6 millions de curieux (21,9 % de pda) devant Camping Paradis la semaine précédente. Le premier épisode fait un pic à 4,1 millions de téléspectateurs (14,9 % de pda), ne se plaçant que deuxième derrière Castle de France 2 et ses 5,1 millions de curieux (18,4 % de pda), un flop pour TF1 qui ne commandera pas de deuxième saison.

### Réception critique
La série obtient une note de 2,7 sur cinq sur Allociné pour 38 notes dont 9 critiques.
Pour Pierre Langlais de Télérama, la série comporte tous les éléments d'une série médicale : beaucoup d'émotion, des cas médicaux complexes, de l'humour, un « symbole viril »... L'ensemble parait donc très formaté, n'apportant rien de nouveau, avec un Anthony Delon « manquant sérieusement de charisme ». Selon lui, ce n'est pourtant pas ce que TF1 a fait de pire, et les audiences devraient être au rendez-vous.
Pour Télé Loisirs, le premier épisode comporte certes « quelques maladresses » mais au contraire l'interprétation d'Anthony Delon est convaincante. La rédaction lui attribue une note de 4/5. En général, les programmes télé ont été plutôt séduits par cette nouvelle fiction, notamment grâce à Anthony Delon.
Du côté des médecins, Michel Cymes fait part de son « effarement médical », critiquant un cumul des casquettes du personnage principal (chirurgien gynécologique/obstétricien/pédiatre) absurde. Le Dr Gérald Kierzek parle de multiples erreurs, s'étonne de l'utilisation d'un jargon médical anglo-saxon et non français, et se plaint du fait que les médecins exercent des spécialités qui ne sont pas les leurs (un patient est trépané par une gynécologue). Il conclut à un « ramassis de mauvais clichés » et un « vernis médical », bien loin des séries plus réalistes américaines telles que Dr House, Urgences et Grey's Anatomy.